# Głos Polski (Tarnopol)
Głos Polski – tygodnik wydawany w Tarnopolu od 1904 do 1939 roku.

## Charakterystyka tytułu
Założycielem pisma był Jan Zamorski. Wychodziło z podtytułem Tygodnik narodowy dla Podola. Było ono kontynuacją „Tygodnika Podolskiego”.
W skład redakcji wchodzili m. in A. Dorman, J. Opacki, Roman Horoszkiewicz (ps. Wojnicz).
Czasopismo drukowano w Drukarni Podolskiej w Tarnopolu.